# 9768 Stephenmaran
9768 Stephenmaran è un asteroide della fascia principale. Scoperto nel 1992, presenta un'orbita caratterizzata da un semiasse maggiore pari a 2,4265050 UA e da un'eccentricità di 0,2120287, inclinata di 24,24183° rispetto all'eclittica.